# Gibbs Glacier
Gibbs Glacier är en glaciär i Antarktis. Den ligger i Västantarktis. Argentina, Chile och Storbritannien gör anspråk på området. Gibbs Glacier ligger 868 meter över havet.
Terrängen runt Gibbs Glacier är bergig åt nordost, men åt sydväst är den kuperad.  Trakten är obefolkad. Det finns inga samhällen i närheten. 